# Phnom Kulen
Phnom Kulen er en bjergkæde i Siem Reap-provindsen i Cambodja. Bjergkæden ligger 30 km nord for Angkor Wat.
Phnom Kulen har stor symbolsk betydning i Cambodia, idet området var arnestedet for Khmerriget, idet det var fra Phnom Kulen, at kong Jayavarman 2. erklærede uafhængighed i år 802.:99–101 